# Fixpunkt-Kombinator
Ein Fixpunkt-Kombinator ist ein mathematischer Operator in Form einer Funktion höherer Ordnung {\displaystyle {\hat {y}}}, welcher von einer Funktion {\displaystyle f} einen ihrer Fixpunkte liefert. Ein Fixpunkt {\displaystyle x} der Funktion {\displaystyle f} erfüllt die Bedingung
{\displaystyle x=f(x)}
und somit
{\displaystyle {\hat {y}}f=x.}
Durch Einsetzen ergibt sich die Eigenschaft des Fixpunkt-Kombinators dann als
{\displaystyle {\hat {y}}\ f=f\ ({\hat {y}}\ f).}

## Spezielle Fixpunkt-Kombinatoren
Ein spezieller Fixpunkt-Kombinator ist der von Haskell Curry beschriebene Y-Kombinator des Lambda-Kalküls:
{\displaystyle \lambda f.(\lambda x.f\ (x\ x))\ (\lambda x.f\ (x\ x))}
Fixpunkt-Kombinatoren werden in verschiedenen Bereichen eingesetzt:
- im untypisierten und im typisierten Lambda-Kalkül,
- in der funktionalen Programmierung
- und in der imperativen Programmierung.